# Seznam vil v Nové Huti (Dýšina)

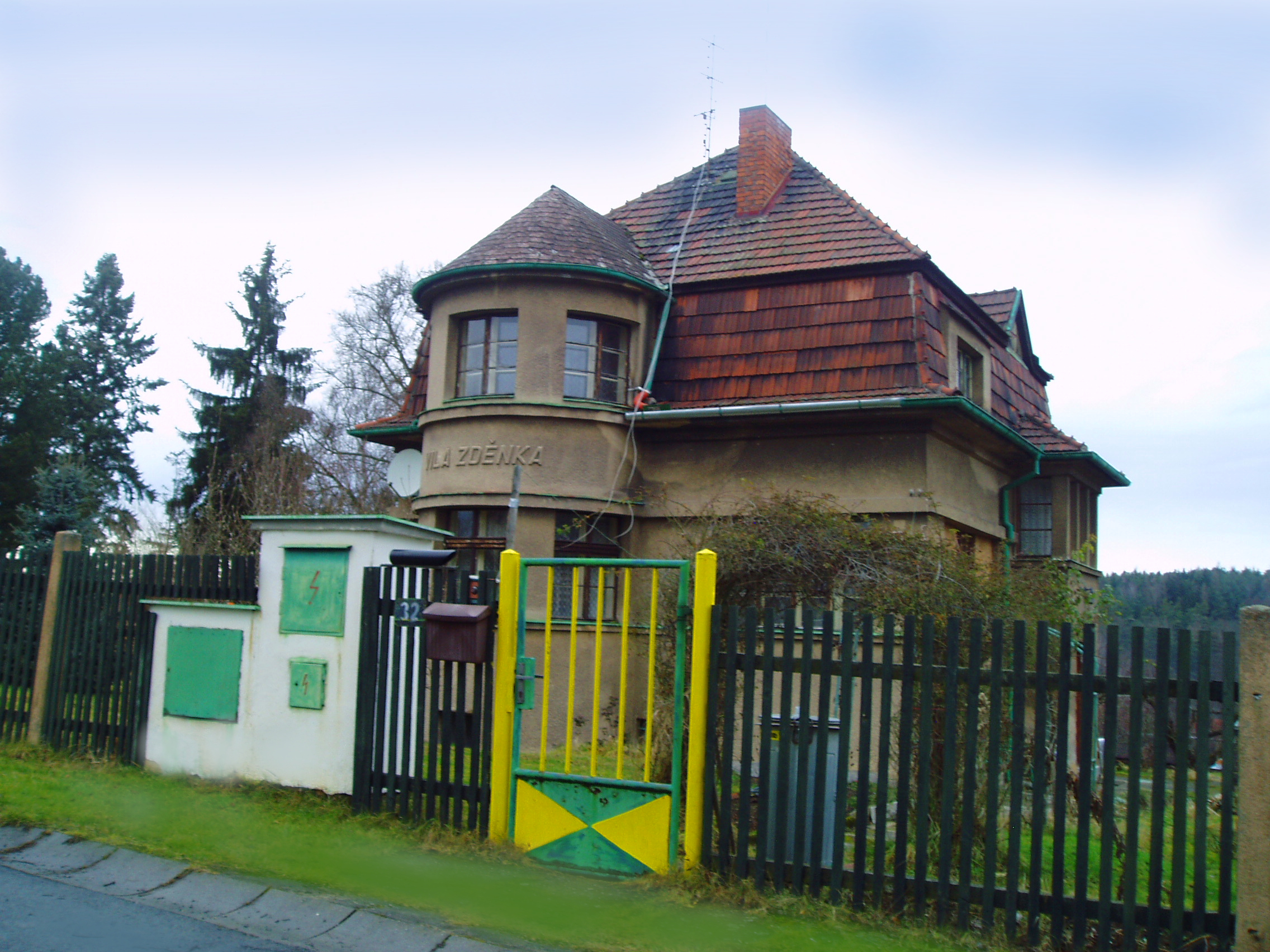
Vila Zdeňka

Nová Huť, část obce Dýšina, je tvořena ze zástavby rodinných domů a vil. Nejstarší vila je již z roku 1901.

## Vila Zdeňka
V obecní části jsou dvě vily Zdeňky. Jedna je na ulice 17. listopadu. Pochází z roku 1901, čímž je nejstarší vilou. Má čtvercovou budovu s půlkruhovou věží v čelní části. Vila je hnědá. Druhá vila Zdeňka leží na Lesní ulici. Tvoří ji hnědá budova se střešními štíty. Na střešním štítu z pohledu ze Spojovací ulice je nápis Vila Zdeňka.

## Vila Marta

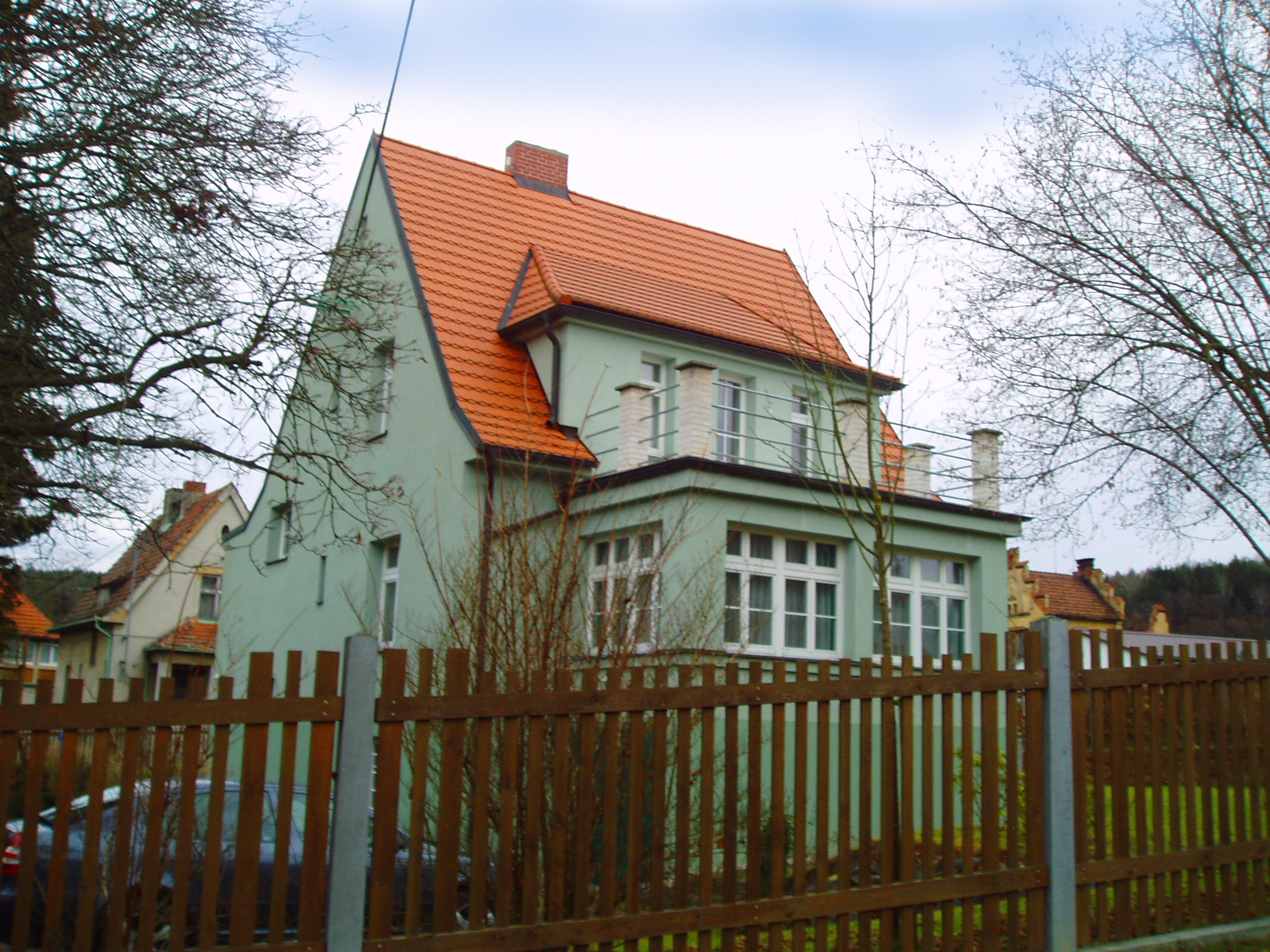
Vila Marta

Leží v ulici 17. listopadu. Tvoří ji samostatná modrá budova se štíty. Na čelní straně má nápis Vila Marta. Vjezd pro auto je z Lesní ulice. Na zahradě je vystavena kamenná antická mísa. Vila má balkon s výhledem na Lesní ulici. Dnes je vila obydlena a opravena.

## Pražská rezidence
Rezidence se nachází na ulici 17. listopadu. Tvoří ji hnědá budova se střešními štíty. Ze zadní strany má rezidence patrovou věž. Rezidenci se říká Pražská, protože si ji zde jako letní rezidenci postavili Pražané. Dnes je nevyužita a pomalu chátrá.

## Secesní vila

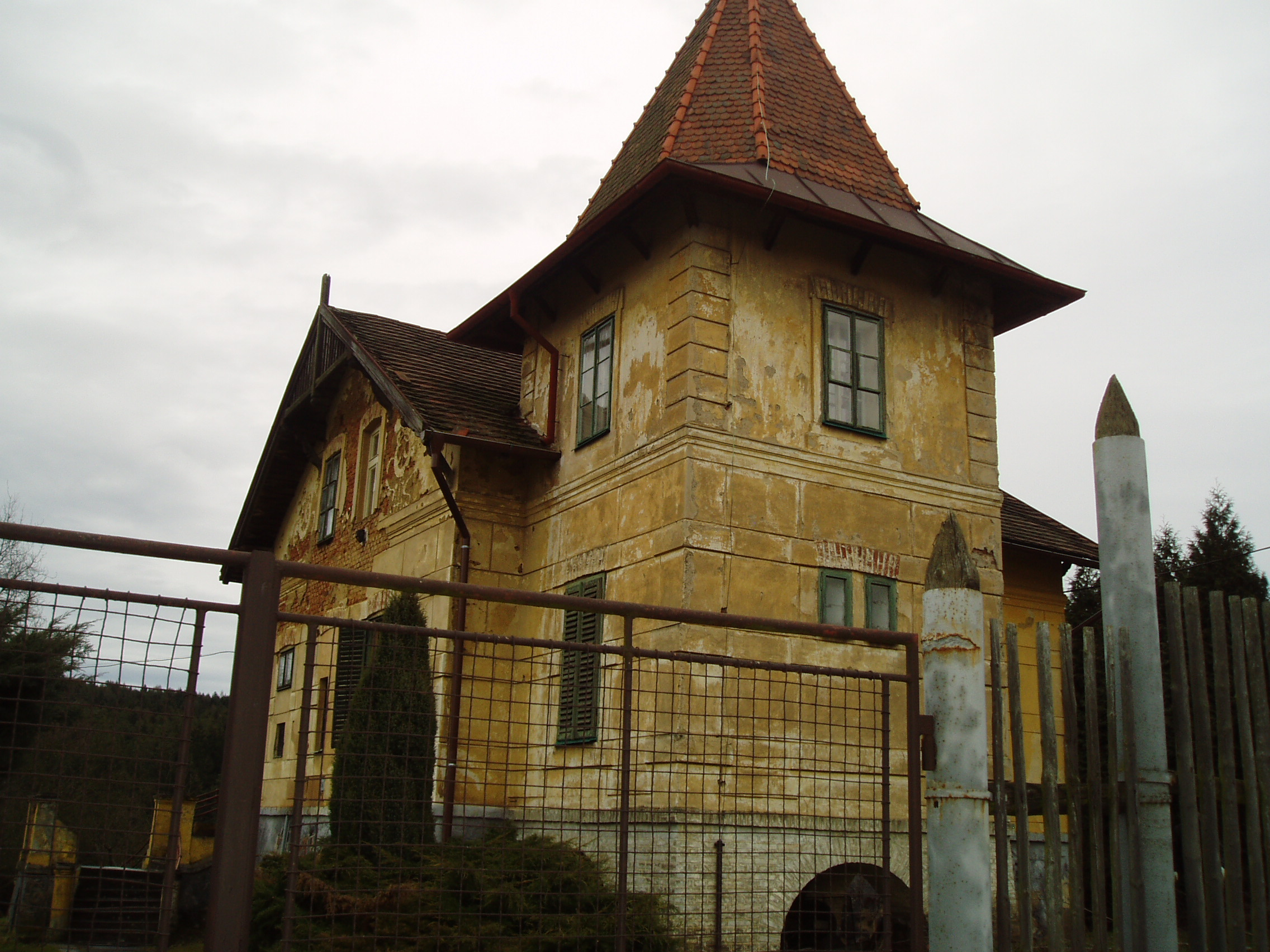
Dům s věží

Secesní vila najdeme na Lesní ulici. Budova je žlutá se střešními štíty a čtvercovou věží. Věž má taškovou dřevěnou střechu. Na střešních štítech jsou secesní ornamenty. Pod věží je prostor pro dřevo. Ke vchodu vedou schody. Plot je udělaný z dřevěných kůlů. Dnes je vila obydlena a pomalu ji majitelé opravují.

## Bílá vila
Tvz. Bílá vila je z první poloviny 20. století. Leží v Lesní ulici nedaleko Secesní vily. Tvoří ji velká budova s boční věžičkou. Věžička má menší kopuli. Budova je již podle názvu bílá. Budova je třípatrová i s půdou. Střecha je hnědá se třemi komíny. Při osvobozování Plzně ve vile pobýval generál Harmon. Před vilou se nachází pamětní vila generála Harmona.